# Gmina Vallensbæk
Gmina Vallensbæk (duń. Vallensbæk Kommune) – jedna z gmin w Danii w regionie stołecznym (do 2007 r. w okręgu Kopenhagi (Københavns Amt)).
Siedzibą władz gminy jest Vallensbæk. 
Gmina Vallensbæk została utworzona 1 kwietnia 1970 r. na mocy reformy podziału administracyjnego Danii. Kolejna reforma w 2007 r. potwierdziła status gminy.

## Dane liczbowe
- Liczba ludności: (♀ 6 120 + ♂ 6 140) = 12 260
  - wiek 0-6: 8,6%
  - wiek 7-16: 13,3%
  - wiek 17-66: 68,0%
  - wiek 67+: 10,0%
- zagęszczenie ludności: 1362,2 osób/km²
- bezrobocie: 3,4% osób w wieku 17-66 lat
- cudzoziemcy z UE, Skandynawii i USA: 147 na 10.000 osób
- cudzoziemcy z krajów Trzeciego Świata: 427 na 10.000 osób
- liczba szkół podstawowych: 3 (liczba klas: 86)